# Jim Holstein
James H. « Jim » Holstein, né le 24 septembre 1930, à Hamilton, dans l'Ohio, décédé le 16 décembre 2007, à Bradenton, en Floride, est un joueur et entraîneur américain de basket-ball. Il évolue durant sa carrière au poste d'ailier.

## Palmarès
- Champion NBA 1953, 1954